# Walter Hillier
Sir Walter Caine Hillier (1849 – 1927. november 9.) kínai neve pinjin hangsúlyjelekkel: Xǐ Zàimíng; magyar népszerű: Hszi Caj-ming; kínaiul: 禧在明) brit diplomata, sinológus.

## Élete, munkássága
Walter Hillier Hongkongban született. Apja Charles Hillier, Bangkok brit konzulja, édesanyja, Eliza pedig a jól ismert Walter Henry Medhurst misszionárius lánya. 1867-ben kezdődött diplomáciai karrierje Kínában. Ezt követően különböző diplomáciai tisztségeket viselt Kínában és Koreában egészen 1901-ig. 1904-től 1908-ig a londoni King's College kínai professzora volt. 1908–1910 között Hillier a kínai kormány tanácsadójaként dolgozott szoros kapcsolatban Cseli alkirályával, Li Hung-csanggal.

## Főbb művei
- A Progressive Course Designed to Assist the Student of Colloquial Chinese as Spoken in the Capital and the Metropolitan Department (1886), with Thomas Francis Wade; 語言自邇集 (Yü yen tzŭ êrh chi)
- The Chinese Language and How to Learn It: A Manual for Beginners (1907)
- One Thousand Useful Chinese Characters (1907)
- An English-Chinese Dictionary of Peking Colloquial (1910)
- English-Chinese Pocket Dictionary of Peking Colloquial (1910)
- Memorandum Upon an Alphabetical System for Writing Chinese: the Application of this System to the Typewriter and to the Linotype or other Typecasting and Composing Machines and its Application to the Braille System for the Blind (1927)